# Rausovac
Rausovac falu Horvátországban, a Sziszek-Monoszló megyében. Közigazgatásilag Hrvatska Kostajnicához tartozik.

## Fekvése
Sziszek városától légvonalban 31, közúton 44 km-re délkeletre, községközpontjától légvonalban 7, közúton 10 km-re északkeletre, Selište Kostajničko és Utolica között, a Rausovac-patak partján fekszik.

## Története
A település a török kiűzése után a 17. század végén keletkezett, amikor nagyrészt Boszniából érkezett pravoszlávokkal telepítették be. az első katonai felmérés térképén „Dorf Raussovacz” néven szerepel. Lipszky János 1808-ban Budán kiadott repertóriumában „Rauszovacz” néven szerepel.  Nagy Lajos 1829-ben kiadott művében ugyancsak „Rauszovacz” néven 25 házzal és 162, többségben ortodox vallású lakossal találjuk. A katonai határőrvidék kialakítása után a Petrinya központú második báni ezredhez tartozott. A katonai közigazgatás megszüntetése után Zágráb vármegye részeként a Kostajnicai járás része volt.
1857-ben 150, 1910-ben 238 lakosa volt. 1918-ban az új szerb-horvát-szlovén állam, majd később Jugoszlávia része lett. Különösen nehéz időszakot élt át a térség lakossága a II. világháború alatt. 1941-ben a németbarát Független Horvát Állam része lett. A délszláv háború előtt lakosságának 91%-a szerb nemzetiségű volt. 1991. június 25-én a független Horvátország része lett. A délszláv háború idején 1991-ben lakossága a JNA erőihez és a szerb szabadcsapatokhoz csatlakozott. A Krajinai Szerb Köztársasághoz tartozott. 1995. augusztus 6-án a Vihar hadművelettel foglalta vissza a horvát hadsereg. A szerb lakosság nagy része elmenekült. A településnek 2011-ben 28 lakosa volt.

## Népesség
| Lakosság változása | Lakosság változása | Lakosság változása | Lakosság változása | Lakosság változása | Lakosság változása | Lakosság változása | Lakosság változása | Lakosság változása | Lakosság változása | Lakosság változása | Lakosság változása | Lakosság változása | Lakosság változása | Lakosság változása | Lakosság változása |
| ------------------ | ------------------ | ------------------ | ------------------ | ------------------ | ------------------ | ------------------ | ------------------ | ------------------ | ------------------ | ------------------ | ------------------ | ------------------ | ------------------ | ------------------ | ------------------ |
| 1857               | 1869               | 1880               | 1890               | 1900               | 1910               | 1921               | 1931               | 1948               | 1953               | 1961               | 1971               | 1981               | 1991               | 2001               | 2011               |
| 150                | 141                | 147                | 204                | 218                | 238                | 221                | 278                | 265                | 267                | 228                | 186                | 153                | 128                | 26                 | 28                 |

## Nevezetességei
Szent Péter apostol tiszteletére szentelt pravoszláv temploma a 18. században épült, a II. világháború idején az usztasák rombolták le és már nem épült újjá.